# Henry Tuilagi Jr.
Pour les articles homonymes, voir Tuilagi.
Pas d'image ? Cliquez ici

a Compétitions nationales et continentales officielles uniquement.

Dernière mise à jour le 21 avril 2024.
Henry Tuilagi Jr., né le 14 juillet 2000 aux Samoa, est un joueur samoan de rugby à XV qui évolue au poste de centre au CA Périgueux.
Il est le fils de l'ancien international samoan Henry Tuilagi et le frère de l'international français Posolo Tuilagi.

## Biographie

### Jeunesse et formation
Henry Jr. Tuilagi provient, à l'image de son père Henry, ou de ses oncles Freddie, Alesana, Anitele'a, Sanele Vavae et Manu, d'une grande famille de joueurs de rugby. 
Durant sa jeunesse, il déménage en Italie puis en Angleterre car son père évolue dans un premier temps dans le club d'Overmach Parme puis dans le club des Leicester Tigers. Il change à nouveau de pays lorsque son père signe en France à l'USA Perpignan. En 2008, il prend sa première licence de rugby au sein du club perpignanais avec qui il fait toute sa formation. Deux ans plus tard, il est rejoint par son frère cadet Posolo qui prend également sa licence dans ce club.

### Débuts de carrière (2021-)
Après treize années passées à Perpignan, il rejoint l'US Carcassonne sous la forme d'un prêt en novembre 2021 dans le cadre de la saison 2021-2022 de Pro D2 et dispute son premier match lors de la douzième journée face à l'Aviron bayonnais. Non conservé par Perpignan et Carcassonne à l'issue de la saison, il rejoint l'Union Cognac Saint-Jean-d'Angély, évoluant ainsi pour la saison 2022-2023 en Nationale. Lors de la quinzième journée du championnat, il dispute son premier match face au Stado Tarbes et inscrit son premier essai lors de la vingt-et-unième journée face au RC Hyères Carqueiranne La Crau. Après un court passage charentais, Henry Jr. Tuilagi est recruté par le CA Périgueux, récemment promu en Nationale pour la saison 2023-2024. Lors de la troisième journée du championnat, il dispute son premier match face au SC Albi et inscrit son premier essai lors de la septième journée face au Stado Tarbes Pyrénées rugby. 

## Palmarès
- Vainqueur du Championnat de France des moins de 17 ans en 2017 avec l'USA Perpignan[14].